# Jean-Christophe Grangé
Pour les articles homonymes, voir Grangé.
Œuvres principales
- Les Rivières pourpres
- Le Vol des cigognes
- L'Empire des loups

Jean-Christophe Grangé, né le 15 juillet 1961 à Boulogne-Billancourt, est un journaliste, reporter international, écrivain, scénariste, notamment scénariste de bande dessinée.

## Biographie
Après une maîtrise de lettres en Sorbonne (axée sur Gustave Flaubert), Jean-Christophe Grangé devient rédacteur publicitaire puis, âgé de 28 ans, il rencontre le photographe Pierre Perrin, qui le forme au journalisme. En 1989, cette collaboration commence par un reportage d’une année sur les derniers peuples nomades à travers le monde et se poursuit durant une dizaine d’années. Ensemble, Grangé et Perrin réalisent de nombreux reportages qu’ils vendent ensuite à des magazines tels que Paris Match, le Sunday Times ou le National Geographic.
Les deux journalistes sont indépendants et financent eux-mêmes leurs voyages. Ils produisent ainsi quelques reportages dans les années 1990 (constituant une importante source d'inspiration pour les écrits littéraires de Grangé) et remportent notamment le prix Reuter (1991) avec Péril en la forêt (sur la déforestation dans le monde) et le prix World Press (1992) avec La Balade du cormoran (sur la peuplade chinoise qui utilise cet oiseau pour pêcher).
Sur Europe 1 (6 janvier 2020), pour parler de la 2e saison de la série Les Rivières pourpres sur France 2, il confie au journaliste Philippe Vandel être catholique pratiquant, et vivre près de la tour Eiffel à Paris, et non plus dans un ancien couvent.

## Carrière d'écrivain
En 1994, Jean-Christophe Grangé fait paraître son premier roman Le Vol des cigognes qui reçoit un bon accueil critique. Son second roman paru en 1998, Les Rivières pourpres, devient numéro 1 des ventes[réf. nécessaire]. L’année suivante, Albin Michel réédite Le Vol des cigognes qui rejoint à son tour le palmarès des meilleures ventes[réf. nécessaire]. En 2000, Les Rivières Pourpres est adapté par Mathieu Kassovitz. Nouveau succès : le film dépasse les 3,5 millions d’entrées en France et remporte un certain succès en Europe, notamment en Italie[réf. nécessaire].
Toujours en 2000, paraît Le Concile de pierre, incursion dans le fantastique qui obtient les mêmes résultats[réf. nécessaire]. En 2003, il publie L'Empire des loups. En 2004 sort La Ligne noire, premier tome d'une trilogie sur le Mal, suivi en 2007 par Le Serment des Limbes puis en 2008 La forêt des Mânes. Entretemps il publie également Miserere en 2008.
En septembre 2011 sort son neuvième roman : Le Passager,. Kaïken sort en  septembre 2012. En septembre 2015, il publie Lontano, un roman qu'il conçoit comme une saga familiale dont l'intrigue « plonge ses racines dans de sombres affaires africaines ». Le deuxième et dernier tome de cette saga, Congo requiem, est publié en mai 2016.
Parallèlement à sa carrière de romancier, Grangé a beaucoup travaillé pour le cinéma. Outre l'adaptation des Rivières pourpres, il a également écrit le scénario original de Vidocq (de Jean-Christophe Comar dit Pitof en 2001) et a collaboré à l’écriture de la plupart des films tirés de ses romans.
En 2011, il collabore également au scénario et à la production de Switch, film de Frédéric Schoendoerffer.
En janvier 2013, Canal+ diffuse Le Vol des cigognes, l'adaptation en deux parties du roman éponyme réalisée par Jan Kounen. La même année sort La Marque des anges, tiré de son roman Miserere et réalisé par Sylvain White.
En septembre 2015 est diffusée sur France 2 la série Le Passager, adaptée du roman du même nom par Jean-Christophe Grangé lui-même.
Une série inspirée des personnages de la série Rivières pourpres est produite à partir de 2018 par EuropaCorp et une autre série, inspirée du roman Le Serment des limbes, est en développement.
Par ailleurs il s'est lancé en 2004 dans l'écriture d'une histoire originale pour une bande dessinée en trois volumes, La Malédiction de Zener, dessinée par Philippe Adamov. Il s'agit du prologue du roman Le Concile de pierre.
Son œuvre a été traduite en plus de trente langues.

## Décoration
- Chevalier de l'ordre national du Mérite (nommé le 15 mai 2025)[6].

## Œuvres

### Reportages de presse
1990
- Calcutta, Capitale de l'enfer. Portrait d'une ville en déroute[N 1].
- Nomades, les passagers de la terre. Une année avec les derniers peuples nomades dans le monde[N 2].

1991
- Péril en la forêt. Les problèmes de déforestation à travers des macro-photographies des feuilles (Prix Reuter 1991).
- Voyage d'automne. La migration des cigognes suivie par satellite (À l'origine d'un documentaire de 52 minutes, réalisé par Antoine de Maximy en 1998)[N 1].

1992
- La Ballade du cormoran. Les pêcheurs Paï utilisant les cormorans dressés au Yunnan, en Chine interdite (Prix World Press).
- Mississippi. Portrait d'une Amérique profonde. Du Minnesota à la Louisiane : les peuples et les problèmes du grand fleuve américain.
- Les ailes de la forêt. Chasse, trafic, élevage des papillons à travers le monde[N 3].

1993
- Les enfants de la mafia. Sicile : l'utilisation des enfants par la Mafia[N 4],[N 3].
- Le bunker des souris. Allemagne : le plus grand laboratoire d'expériences animales.
- Le piège de cristal. Au Groenland, l'expédition des glaciologues à 170 m sous la glace[N 5].
- Les géants de la bravoure. En Espagne, le quotidien des nains toréadors.
- Le voyage fantastique. Le corps humain en 3D[N 2].

1994
- Les suffragettes de Dieu. Rencontre avec les premières femmes prêtres anglaises.
- Michaël Schumacher, 24 heures d'un champion. Reportage exclusif avec le nouveau Dieu de la F1.
- Pleins feux sur le soleil. Les images inédites du satellite japonais Yokkhoh sur les éruptions solaires.
- Les médecines du mystère. Hypnose, magnéto-thérapie, acupuncture, médecines parallèles[N 2].
- Les seigneurs des îles. Les milliardaires vivant sur des îles.
- S.O.S. paranormal. Le tour du monde des phénomènes paranormaux.

1995
- Le trésor caché de Prusse. Des partitions originales de Bach, Mozart, cachées par des nazis dans un monastère en Pologne.
- Le monde selon X. Plongée au cœur de l'invisible pour le centenaire des rayons X.
- Le roi cinéaste. Portrait de Norodom Sihanouk.
- La renaissance d'Angkor. La restauration d'Angkor sur informatique.
- Les chevaux de sable. De mystérieux chevaux sauvages sur l'Île de Sable, dans l'Atlantique.
- Voyage au centre du cerveau. Cartographie du cerveau[N 4].
- Cap sur l'Homme bionique. Les systèmes électronique et informatiques intégrés au corps humain[N 4].
- Pharaons noirs, retour vers le passé. Reportage numérique destiné à reconstruire les pyramides de la civilisation koushite.

### Romans
- Le Vol des cigognes, Paris, Albin Michel, 17 septembre 1994 (réimpr. 1998), 380 p. (ISBN 978-2-226-10458-8, 2-226-10458-5 et 2-226-07509-7, lire en ligne) inspiré par le reportage Voyages d'automne qui traite du suivi par satellite de la migration des cigognes. Paru chez Le Livre de poche no 14007 le 6 janvier 1999 (ISBN 2-253-17057-7)
- Les Rivières pourpres, Paris, Albin Michel, 10 septembre 1998 (réimpr. 2000), 416 p. (ISBN 978-2-226-09331-8, 2-226-09331-1 et 2-226-12034-3, lire en ligne) Adapté au cinéma en septembre 2000. Paru chez Le Livre de poche no 17167 le 7 février 2001 (ISBN 2-253-17167-0)
- Le Concile de pierre, Paris, Albin Michel, 26 août 2000 (réimpr. 2006), 411 p. (ISBN 978-2-226-11649-9, 2-226-11649-4 et 2-226-17372-2, lire en ligne) Adapté au cinéma en novembre 2006. Paru chez Le Livre de poche no 17216 le 13 février 2002 (ISBN 2-253-17216-2)
- L'Empire des loups, Paris, Albin Michel, 8 janvier 2003 (réimpr. 2005), 456 p. (ISBN 978-2-226-15965-6, 2-226-15965-7 et 2-226-13624-X, présentation en ligne, lire en ligne) Adapté au cinéma en avril 2005. Paru chez Le Livre de poche Thriller no 37099 le 22 juin 2005 (ISBN 2-253-11393-X)
- La Ligne noire, Paris, Albin Michel, 5 mai 2004, 512 p. (ISBN 978-2-226-15109-4 et 2-226-15109-5, lire en ligne) Paru chez Le Livre de poche Thriller no 37149 le 7 juin 2006 (ISBN 2-253-11659-9)
- Le Serment des limbes, Paris, Albin Michel, 1er mars 2007, 650 p., poche (ISBN 978-2-226-17673-8 et 2-226-17673-X) Paru chez Le Livre de poche no 31292 le 1er février 2009 (ISBN 2-253-12708-6)
- Miserere, Paris, Albin Michel, 3 septembre 2008, 530 p. (ISBN 978-2-226-18846-5 et 2-226-18846-0, lire en ligne) Adapté au cinéma en juin 2013. Paru chez Le Livre de poche no 31808 le 5 mai 2010 (ISBN 2-253-12847-3)
- La Forêt des Mânes, Paris, Albin Michel, 2 septembre 2009, 512 p. (ISBN 978-2-226-19400-8 et 2-226-19400-2, lire en ligne) Paru chez Le Livre de poche no 32207 le 4 mai 2011 (ISBN 978-2-253-15848-6)
- Le Passager, Paris, Albin Michel, 2 septembre 2011, 700 p. (ISBN 978-2-226-22132-2) Paru chez Le Livre de poche no 32981 le 2 mai 2013 (ISBN 978-2-253-17573-5)
- Kaïken, Paris, Albin Michel, 3 septembre 2012, 480 p. (ISBN 978-2-226-24303-4) Paru chez Le Livre de poche no 33277 le 26 février 2014 (ISBN 978-2-253-17916-0)
- Lontano, Paris, Albin Michel, 9 septembre 2015, 800 p. (ISBN 978-2-226-31816-9) Paru chez Le Livre de poche no 34547 le 3 mai 2017 (ISBN 978-2-253-09246-9)
- Congo requiem, Paris, Albin Michel, 4 mai 2016, 736 p. (ISBN 978-2-226-32608-9) Paru chez Le Livre de poche no 34752 le 2 novembre 2017 (ISBN 978-2-253-04474-1)
- La Terre des morts, Paris, Albin Michel, 2 mai 2018, 580 p. (ISBN 978-2-226-39209-1) Paru chez Le Livre de poche no 35499 le 29 mai 2019 (ISBN 978-2-253-25993-0)
- La Dernière Chasse, Paris, Albin Michel, 10 avril 2019, 400 p. (ISBN 978-2-226-43941-3) Roman inspiré de l'une des enquêtes de la première saison de la série Les Rivières pourpres. Paru chez Le Livre de poche no 35804 le 27 mai 2020 (ISBN 978-2-253-24152-2)
- Le Jour des cendres, Albin Michel, 3 juin 2020, 368 p. (ISBN 978-2-226-43942-0) Roman inspiré de l'une des enquêtes de la première saison de la série Les Rivières pourpres. Paru chez Le Livre de poche no 36135 le 5 mai 2021 (ISBN 978-2-253-07946-0)
- Les Promises, Albin Michel, 8 septembre 2021, 656 p. (ISBN 978-2-226-43943-7) Paru chez Le Livre de poche no 36604 le 1er février 2023 (ISBN 978-2-253-19554-2)
- Rouge karma, Albin Michel, 3 mai 2023 (ISBN 978-2-226-43944-4) Paru chez Le Livre de Poche n° le 15 mai 2024  (ISBN 978-2-253-24974-0)
- Sans soleil Tome 1 : Disco inferno, Albin Michel, 2025
- Sans soleil Tome 2 : Le Roi des ombres, Albin Michel, 2025

### Bandes dessinées
La Malédiction de Zener, avec Philippe Adamov (dessin) :
1- Sibylle
- Paris : Albin Michel, octobre 2004, 44 p. (BD haute tension).  (ISBN 2-226-15268-7)
- Issy-les-Moulineaux : Drugstore, janvier 2009, 48 p. (Aventure).  (ISBN 978-2-3562-6082-6)

2- Le Clan des embaumeurs
- Paris : Albin Michel, septembre 2006, 44 p. (BD haute tension).  (ISBN 2-226-17131-2)
- Issy-les-Moulineaux : Drugstore, janvier 2009, 48 p. (Aventure).  (ISBN 978-2-3562-6084-0)

3- Tokamak
- Issy-les-Moulineaux : Drugstore, janvier 2009, 48 p. (Aventure).  (ISBN 978-2-3562-6040-6)

## Filmographie

### En qualité d'auteur de l’œuvre originale
- 2000 : Les Rivières pourpres - crédité pour le scénario (coécrit avec Mathieu Kassovitz).
- 2004 : Les Rivières pourpres 2 : Les Anges de l'apocalypse - le scénariste est Luc Besson, mais Jean-Christophe Grangé est crédité pour son roman Les Rivières pourpres qui a inspiré les personnages du film.
- 2005 : L'Empire des loups, de Chris Nahon. Crédité pour avoir participé à l'adaptation.
- 2006 : Le Concile de pierre, de Guillaume Nicloux (aussi crédité pour le scénario, avec Stéphane Cabel).
- 2013 : Le Vol des cigognes, téléfilm en deux parties de Jan Kounen.
- 2012 : La Marque des anges, de Sylvain White, d'après le roman Miserere.
- 2015 : Le Passager, série télévisée de Jérôme Cornuau

### En qualité de scénariste
- 1996 : La Sanction, scénario d'après une idée originale d'Alain Berbérian.
- 1996 : La Señora : scénario d'après le roman de Catherine Clément. Scénario déposé à la Cinémathèque française, Fonds Amos Gitaï.
- 1996 : Sur la terre comme au ciel, de Kristín Jóhannesdóttir. Scénario d'après une idée originale de Régis Wargnier.
- 1998 : Duncan
- 2000 : Vidocq, de Pitof. Scénario original.
- 2006 : Le Crépuscule des Dieux, scénario en douze épisodes écrits par douze auteurs, storyboard Maxime Rebière, Ciné Live n° 100, avril 2006.
- 2011 : Switch, de Frédéric Schoendoerffer[2].
- 2018 : Les Rivières pourpres crédité pour le scénario et créateur de la série

### En qualité descript doctor
- 1999 : Six-Pack d'Alain Berbérian.